# Aceite de madera de sándalo

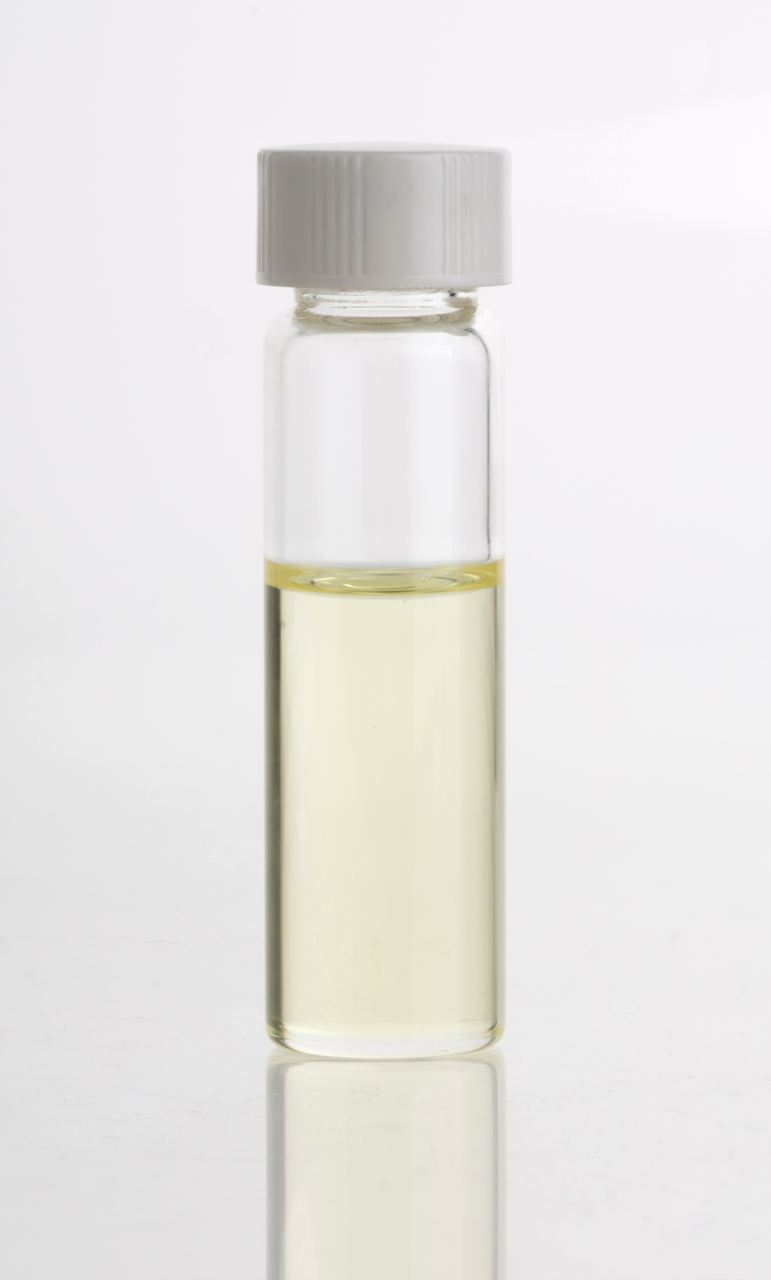
Envase conteniendo aceite esencial de madera de sándalo

El aceite de madera de sándalo se obtiene de la madera del sándalo Santalum album; es un aceite de esencia de color amarillo claro, sabor desagradable y fragancia débilmente aromática; es soluble en aceites fijos e insoluble en glicerina;  se utiliza en medicina, perfumes y salsas. Conocido también como aceite de sándalo de la India oriental.